# Hongqi H7
Hongqi H7 — выпускающийся с 2011 года представительский седан марки Hongqi китайской компании FAW.
Создана на базе Toyota Crown. Первая модель «номенклатурной» марки Hongqi доступная с 2013 года для частных покупателей.

## История

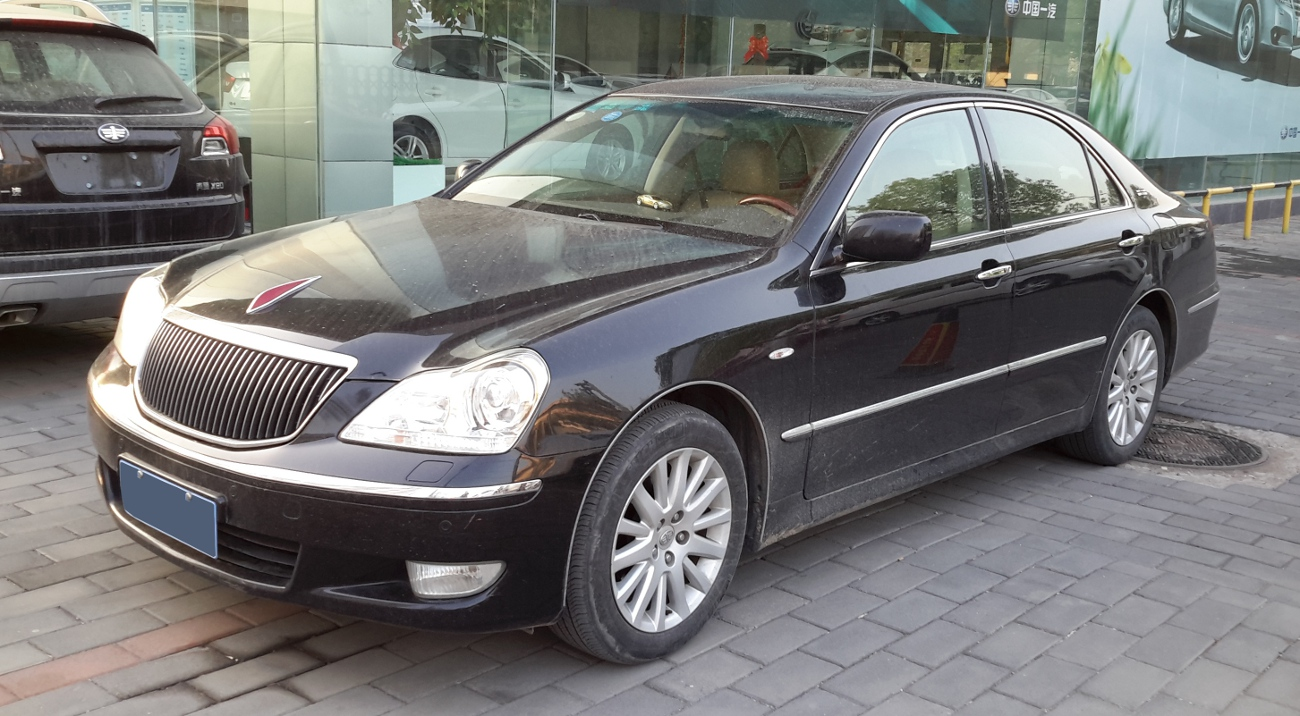
Hongqi HQ/Toyota Crown Majesta

С 2006 по 2010 год в Китае третье поколение Toyota Crown Majesta собиралось для государственных структур и компартии КНР подразделением Hongqi компании FAW как Hongqi HQ 300/HQ430, соответственно с двигателями 3,0-литра V6 и 4,3-литра V8, не доступный для частных покупателей это бы один из самых дорогих автомобилей в Китае, стоимость базовой версии начиналась от 350 000 юаней (чуть менее 40 000 евро), а топовая версия с двигателем объемом 4,3 л стоила почти вдвое дороже.
В 2011 году ей на смену на базе Toyota Crown (S210, 14-е поколение) была выпущена модель Hongqi H7.
В апреле 2012 года модель модель была впервые официально показана на Пекинском автосалоне.
Двигатели — бензиновые «турбочетверки» 1.8 (188 л. с.) и 2.0 (204 л. с.) с внутренними индексами CA4GC18T-01 и CA4GC20T соответственно, а также с двигателем V6 3.0 (231 л. с.) с индексом CA6GV1. Все двигатели шли с 6-ступенчатым «автоматом». Привод — только задний.
В 2016 году на автосалоне в Пекине была представлена обновленная версия H7, изменившаяся незначительно: новое оформление передней части с увеличенной решеткой радиатора и светодиодными фарами, на корме — иные фонари и крышка багажника.
С мая 2013 года модель официально поступила в продажу для частных лиц, но до этого первые 500 экземпляров были поставлены госструктурам.
Стоимость модели варьировалась от 252 800 до 317 800 юаней, для сравнения, Mercedes-Benz E-Class в Китае стоил от 429 800 юаней.
До 2017 года это была единственная модель «номенклатурной» марки Hongqi доступная для частных лиц, затем со сменой политики компании FAW были выпущены в том числе для общего рынка в 2017 году младший седан Hongqi H5 и в 2019 году кроссовер Hongqi HS5. 
В 2020 году модель как флагмана сменила модель Hongqi H9, но производство «семёрки» продолжилось.

## Галерея

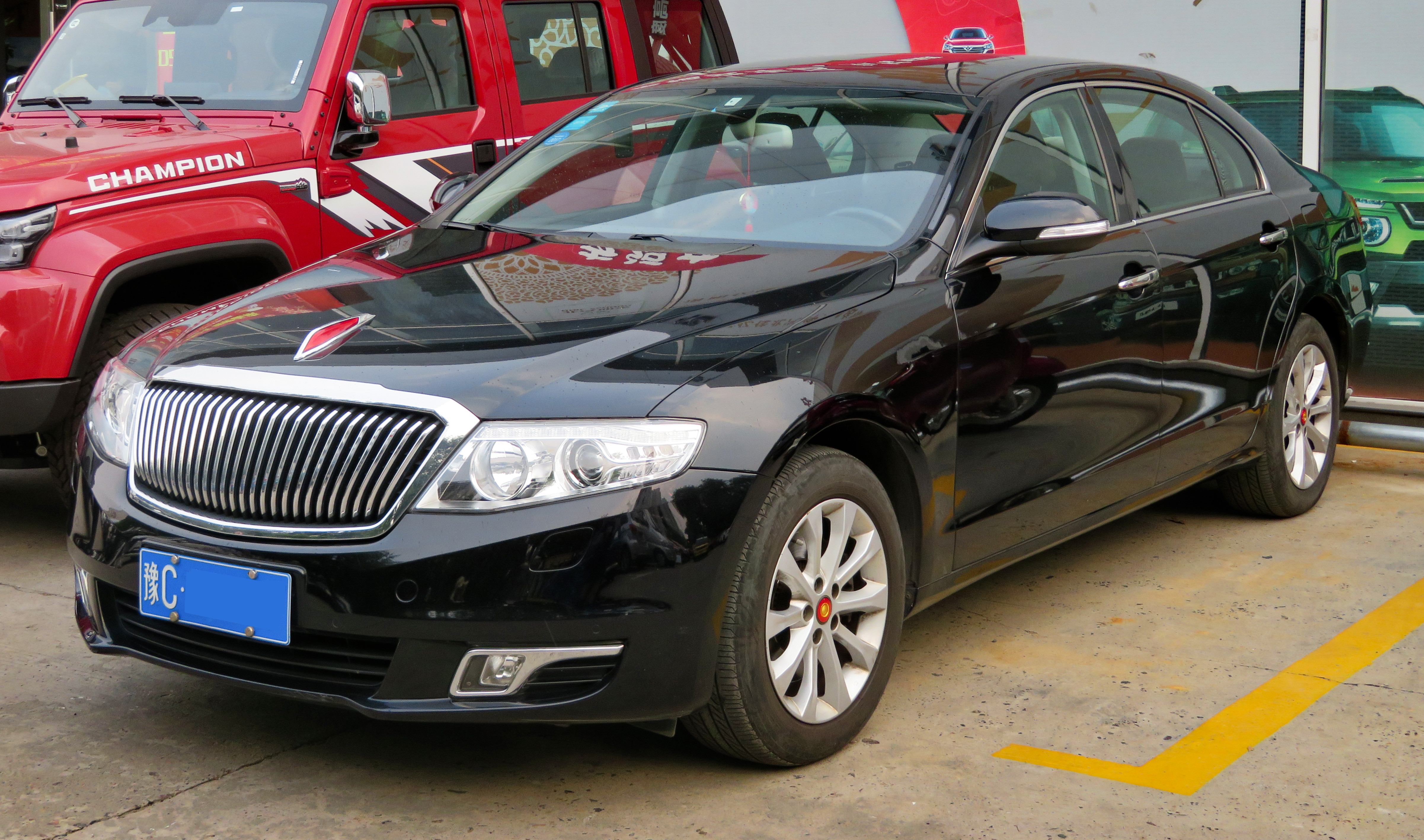
до 2016 года
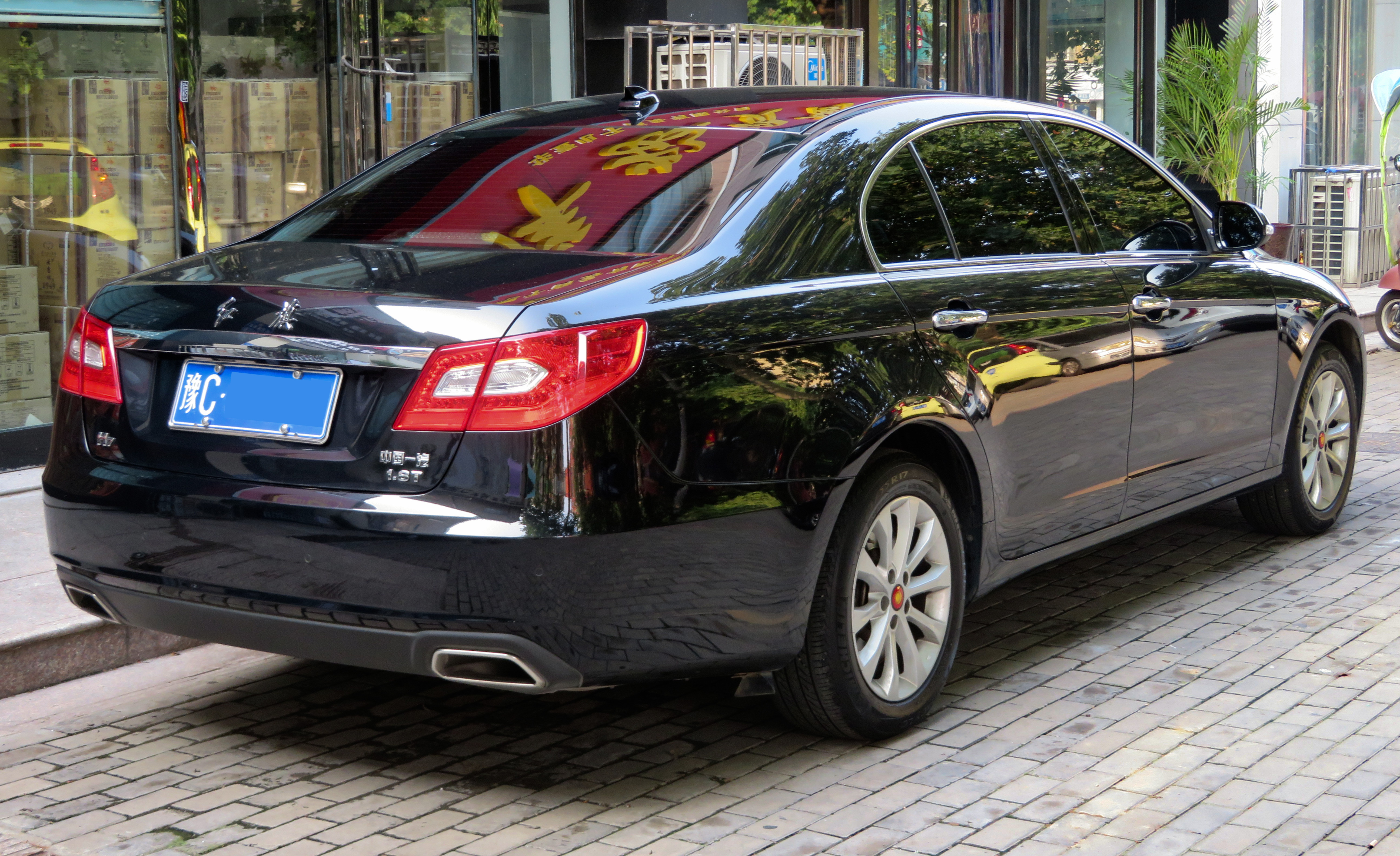
до 2016 года
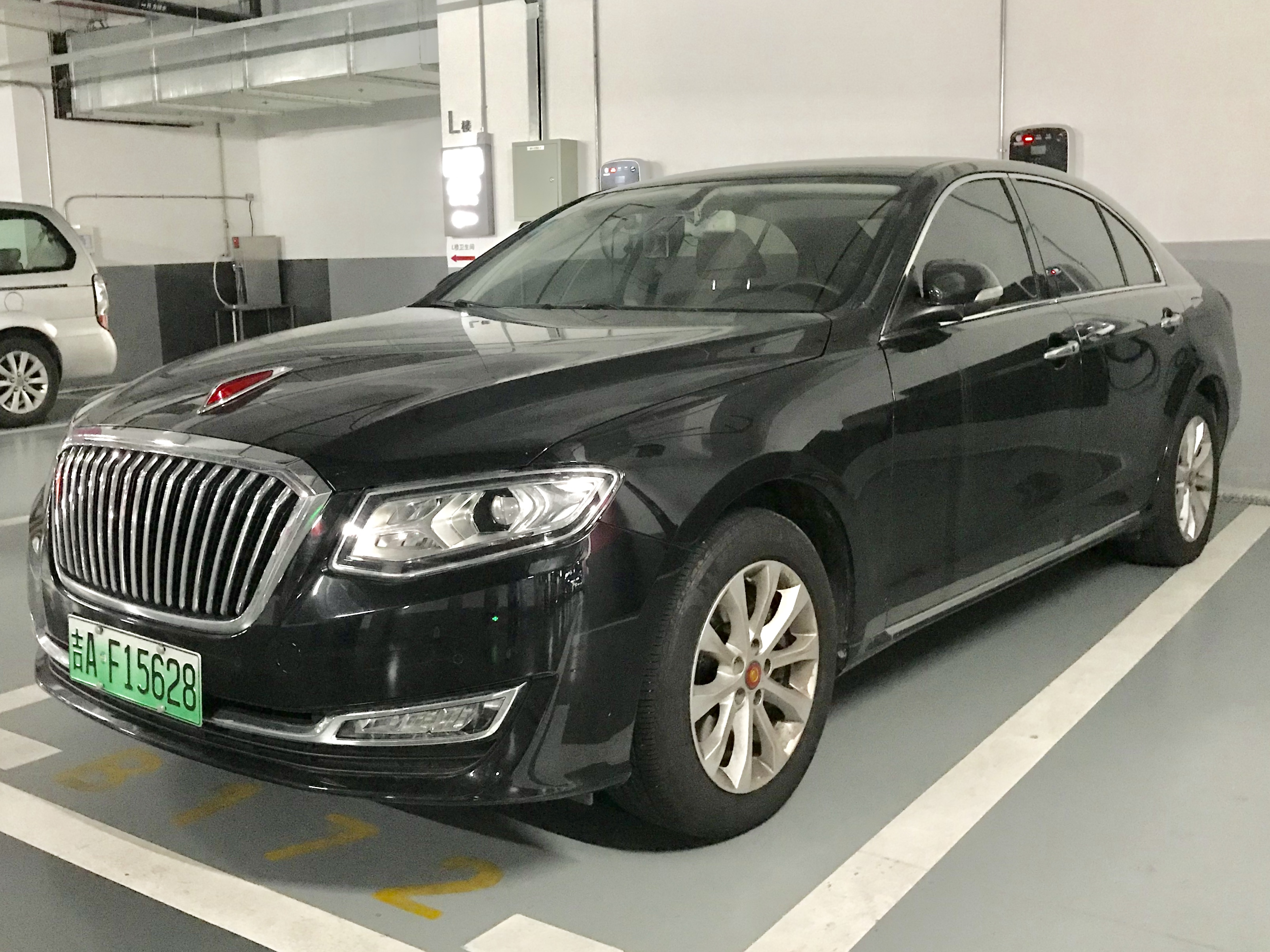
после 2016 года
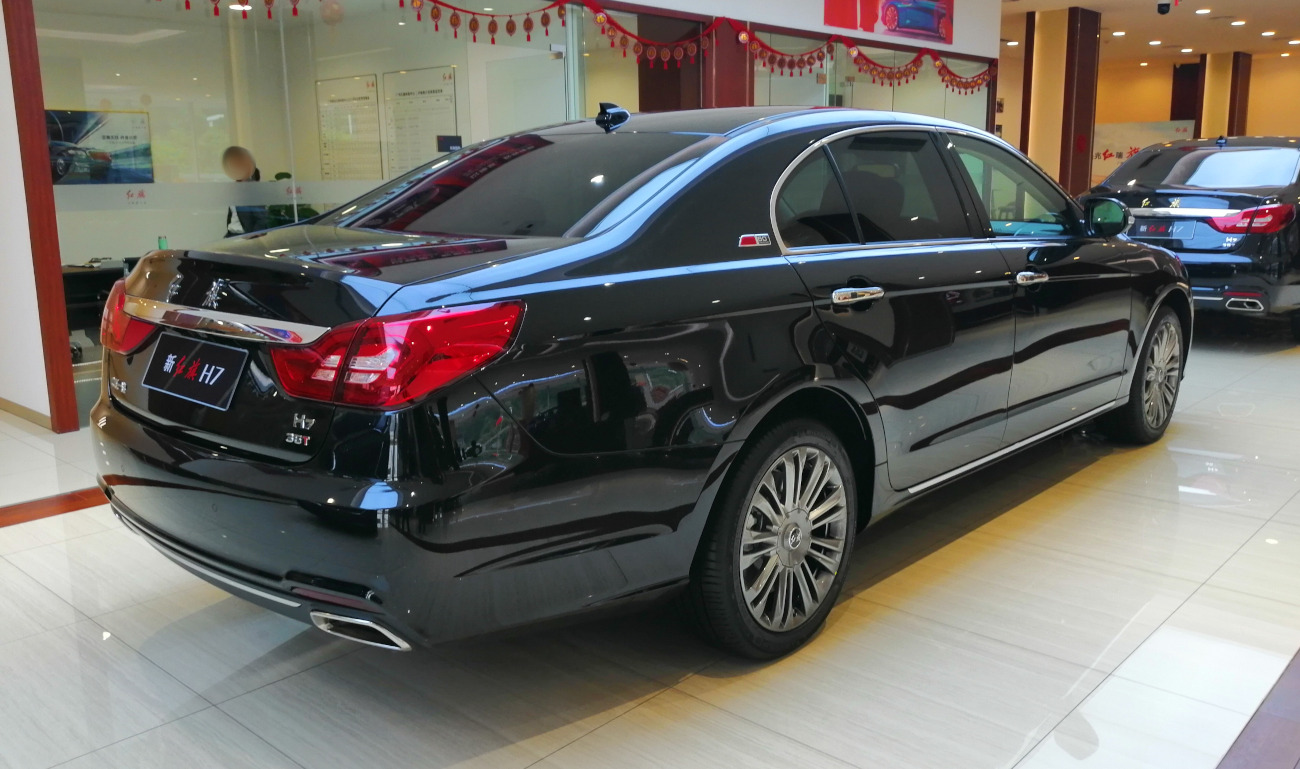
после 2016 года

| Год  | Объём продаж |
| ---- | ------------ |
| 2013 | 2 534        |
| 2014 | -            |
| 2015 | 2 165        |
| 2016 | -            |
| 2017 | -            |
| 2018 | 7 393        |
| 2019 | 12 644       |
| 2020 | 9 366        |
| 2021 | 6 698        |
| 2022 | 4 825        |